# Odyn v kanoe
Odyn v kanoe (ukrajinski "Оди́н в кано́е", hrvatski „Jedan u kanuu“) ukrajinski je indie band osnovan 2010. godine u Lavovu. Bend čine vokalistica i kantautorica Iryna Shvaidak, gitarist Ustym Pokhmursky i bubnjar Igor Dzikovsky. Bend se smatra pravim fenomenom jer su uspjeli izgraditi fan zajednicu i privući pozornost bez velike financijske pozadine, podrške industrije ili velikih izdavačkih kuća. Prvi studijski album naziva "Odyn v kanoe" objavili su 2016. godine. Album sadrži 25 pjesama, a slogan albuma je "snaga u jednostavnosti". Godine 2021. objavljuju album istoga naziva ("Odyn v kanoe") koji sadrži 12 pjesama.

## Diskografija
Studijski albumi:
- 2016 — Odyn v kanoe
- 2021 — Odyn v kanoe

Singlovi:
- 2018: Ікони (hrv. Simboli)
- 2019: У мене немає дому (hrv. Nemam dom)
- 2021: Місто весни ('hrv. Grad proljeća), zajedno s rock sastavom Okean Eljzy
- 2023: Один в полі воїн (hrv. Jedan na polju je ratnik; riječ je o ukrajinskoj poslovici koja ima značenje da jedan čovjek može napraviti razliku)

## Vanjske poveznice
- Odyn v kanoe